# Кромлех

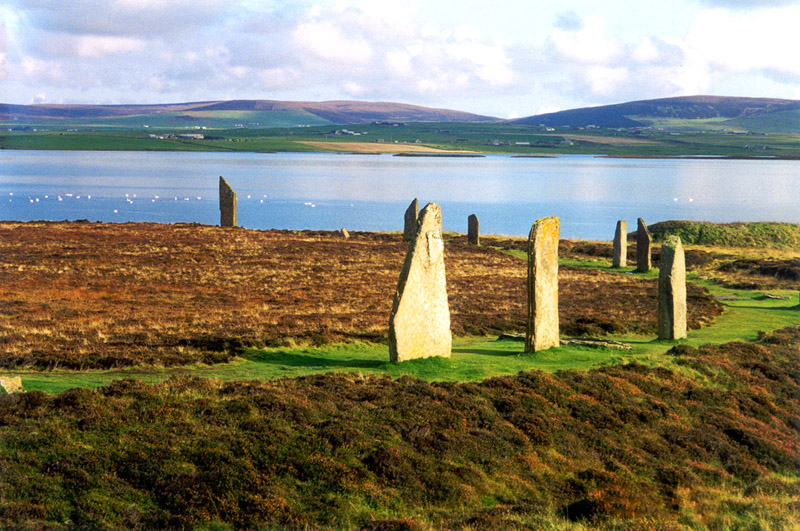
Кромлех Броугар або Храм Сонця, Оркнейські острови. Спочатку мав 60 елементів, але зараз складається з 27 скель

Кро́млех — стародавня споруда, як правило, пізнього неоліту або ранньої бронзової доби, що є кількома поставленими вертикально в землю довгастими каменями, які утворюють одне чи кілька концентричних кіл. Часто конструкції такого типу відносять до мегалітів. Іноді в центрі таких споруд розташовується інший об'єкт: скеля, менгір, каїрн, дольмен, галерея або навіть цілий мегалітичний комплекс.

## Походження назви
Термін перекладається з кельтської валлійської мови: crom — вигин, крива та llech — кам'яна плита або вимостка, з бретонської кельтської мови Франції: crom — коло, lech — камінь. Це відповідає як кам'яним колам, так, в якійсь мірі, і дольменоподібним спорудам. Тому в Уельсі, а також частково по всій Британії, кромлехами називали те, що в пострадянській археологічної традиції називають дольменами. А закільцьовані кам'яні структури в англомовній традиції частіше називають stone circles.
У новітніх наукових публікаціях англійською мовою помітна відмова від терміну «кромлех» в силу його семантичної розпливчастості. Наведене вище визначення «кромлех» характерно для континентальної Європи.
Від кромлехів слід відрізняти генджі — круглі в плані земляні насипи, в яких зроблені декілька входів. Кам'яні компоненти у генджі, як правило, відсутні. Прикладами можуть служити Гозекське коло і Голорінг на території сучасної Німеччини.

## Призначення
Призначення кромлехів не завжди до кінця зрозуміло. Серед відомих застосувань — ритуальне огородження священного простору з утворенням «храму просто неба». В деякі кромлехах зафіксовані астрономічно важливі напрямки, що передбачає використання їх як обсерваторій, для спостереження і фіксації положень Сонця і, можливо, Місяця, з ритуальними і календарними цілями (див. Археоастрономія). Є кромлехи, що виконують чисто технологічні функції. Так, багато курганів обкладалися камінням і скелями для запобігання розповзання штучного пагорба. У багатьох об'єктах виявляються відразу декілька з названих функцій.

## Будівництво
Камені, що становлять кромлех, можуть бути як  довгастими у стилі менгіра, або зовсім безформними валунами. Для технологічних цілей використовувалися зазвичай плоскі плити. Форма кромлеха найчастіше кругла або овальна, але зустрічаються й інші форми, наприклад, в Хакасії (прямокутні кромлехи) або на Мальті (мегалітичні храми-кромлехи у вигляді «пелюсток»).
Камінь — не єдиний будівельний матеріал для кромлехів. Так, в графстві Норфолк (Англія) в сипучих пісках був виявлений дерев'яний кромлех. Втім, є дані, що і при будівництві деяких відомих англійських кромлехів використовувалося в первинному варіанті дерево.

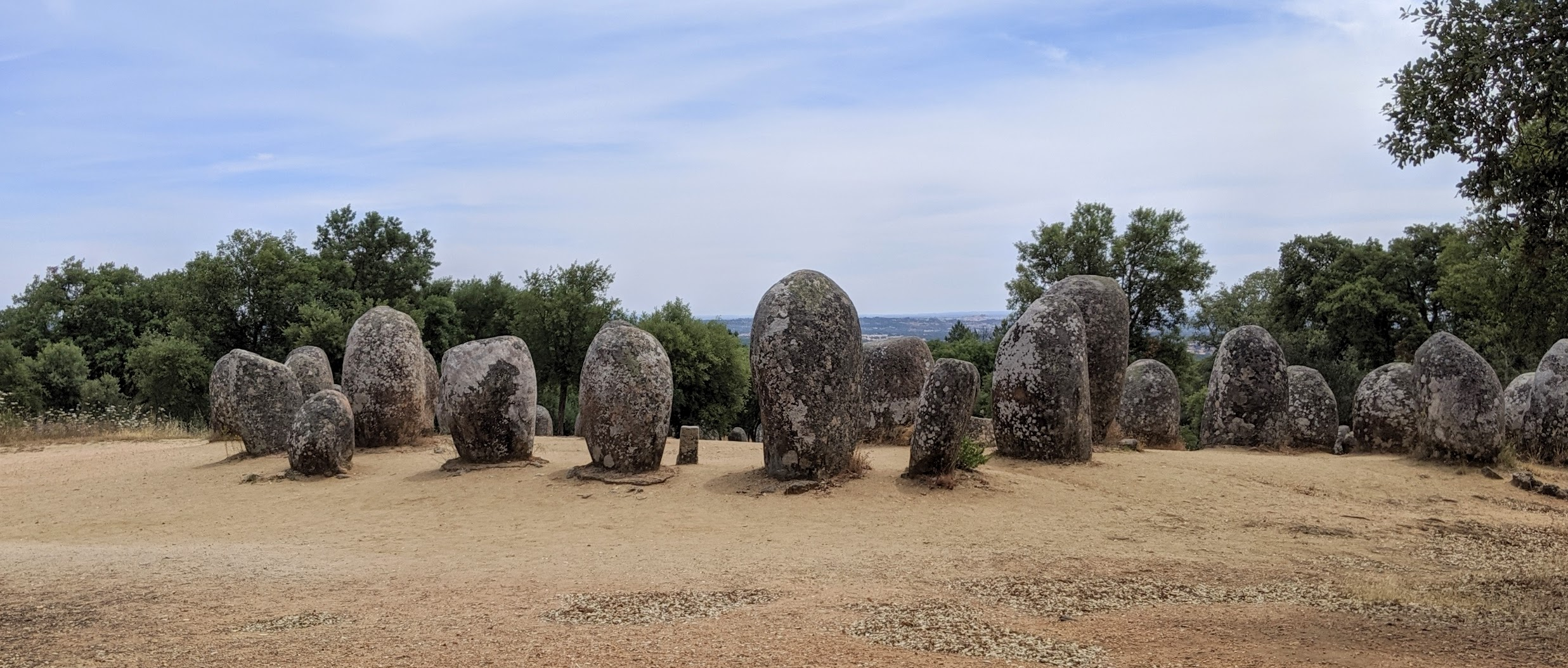
Кромлех Альмендреш

## Поширення і різноманітність
Кромлехи зустрічаються по всій Євразії. Найбільша концентрація кромлехів (понад тисячу об'єктів) є на території Британських островів і півострові Бретань. Найвражаючіші і широко відомі представники цієї групи — кромлехи Ейвбері і Стоунхендж.
На Піренейському півострові одним з відомих є Кромлех Альмендреш. 
Серед культур кавказького регіону відомі окремі технологічні кромлехи-обкладки дольменної культури Кавказу, обкладання курганів майкопської культури, у Вірменії знаходиться кромлех Зорац-Карер, про вік якого на початок ХХІ сторіччя немає єдиної думки: за різними оцінками він становить від 4 до 7,7 тисяч років.
У Північній Євразії відомі кромлехи Кемі-Обинської культури, а також північні жальники і закільцьовані структури гори Воттоваара (Карелія). 

### В Україні
На дніпровському острові Хортиця на метровій глибині виявлено кромлех, якому, за оцінками фахівців, понад 5 тисяч років. Знайдені кола розташовані за відповідною схемою і нагадують лабіринт. На площі близько 100 квадратних метрів знайдено 12 культових кілець з каменю.
У квітні 2021 року знайдено кромлех біля м. Дніпро у  Новоолександрівці. Станом на 2021 рік, розкопки тривають.
У степовій частині України, біля села Панкратове Миколаївської области, стоїть Южнобузький кромлех.